# Stylostom

Laufmilbenlarve mit Stylostom

Als Stylostom bezeichnet man eine Ernährungsröhre bei Laufmilbenlarven. Sie entsteht durch Gewebsauflösung in der Epidermis des Wirts durch den Speichel der Larve. Die Wand des Stylostoms besteht aus Glykoproteinen aus dem Larvenspeichel und hat keine zellulären Elemente. Stylostoma sind artspezifisch ausgebildet und sind wirtsunabhängig gestaltet. Sie sind 100 bis 200 µm lang und 30 bis 70 µm dick. An der Spitze entsteht im Wirtsgewebe durch Gewebsauflösung ein Hohlraum, welcher Lymphe und Gewebszellen enthält. Die Larven ernähren sich aber nur von der Flüssigkeit. Der Wirtsorganismus reagiert auf diesen Vorgang mit einer Entzündungsreaktion.